# Вонді Кертіс-Голл
Вонді Кертіс-Голл (англ. Vondie Curtis-Hall; нар. 30 вересня 1956, Детройт) — американський актор та режисер. Найбільш відомий за роллю доктора Денніса Генкока в медичному телесеріалі CBS «Чиказька надія», створеного Девідом Е. Келлі, а також як Бен Уріх у телесеріалі Netflix «Шибайголова». Кертіс-Голл є сценаристом і режисером культового фільму «У тупику».

## Раннє життя та освіта
Кертіс-Голл народився в Детройті, штат Мічиган, в сім'ї Кертіса, власника будівельної компанії, і Анжеліни, медсестри. На початку своєї кар'єри Кертіс-Голл був виключно театральним актором і був у складі оригінальної трупи бродвейського мюзиклу «Дівчата мрії» (Марті Медісон).
Одним із братів Вонді є дизайнер Ківан Голл; також у нього є сестра Шеррі. Утрьох вони ходили до початкової школи «Подарунок нашої леді Перемоги» (англ. Presentation Our Lady of Victory) у Детройті, де їх навчали сестри провидіння (англ. Oblate Sisters of Providence), єдині у США афро-американські черниці цього ордена.

## Кар'єра
Кертіс-Голл з'явився в численних фільмах, серед яких «Міцний горішок 2, «Хороший поліцейський», «Риба пристрасті», «Шугар Гілл», «Поїздка до Америки», «Круклін», «Взвод десантників», «Притулок Єви» та «Ромео + Джульєтта». Він зрежисував фільми «У глухому куті», «Блиск», «Спокута», «Перехоплення» та «Вкрадена: Історія Карлини Уайт», а також окремі епізоди телесеріалів "Щит", "Світляк", "Чиказька надія" та "Медики".
У 2000 році Кертіс-Голл і Денні Ґловер (Ґловер зіграв Марті в екранізації «Дівчат мрії») з'явилися в телефільмі каналу TNT «Пісня свободи». У нього були другорядні ролі у таких телесеріалах, як «Їжа для душі», «Я улечу» і «Швидка допомога». Його епізодична роль пацієнта-суїцидника у «Швидкій допомозі» принесла актору номінацію на «Еммі» за найкращу гостьову роль у драматичному телесеріалі. Пізніше в цьому ж серіалі він з'явився вже в періодичній ролі іншого персонажа Роджера Макграта. Кертіс-Голл також з'явився в одному з епізодів культового телесеріалу HBO «Клан Сопрано».
У першому сезоні телесеріалу Netflix «Шибайголова» Кертіс-Голл зіграв журналіста Бена Уріха.

## Особисте життя
З 1995 року Кертіс-Голл одружений з акторкою та режисеркою Касі Леммонс. У них є син Генрі Гантер та дочка Зора. Кертіс-Голл з'явився у фільмі дружини «Чорне Різдво» 2013 року.